# N-260 (Spanje)
De N-260 of Eje Pirenaico is de meest noordelijke nationale oost-westweg in Spanje.
In tegenstelling tot de meerderheid van Spanjes nationale wegen, die halverwege de 20e eeuw werden aangelegd, werd de route van deze weg pas rond de jaren uitgetekend over verschillende bestaande secundaire, of zelfs lokale, wegen. Dit en het feit dat het gebied erg bergachtig is, door de oostelijke Pyreneeën, zorgt ervoor dat verschillende gedeelten van de weg driestrooks en erg smal zijn en eigenschappen hebben die niet lijken op de standaard nationale weg.
De N-260 wordt later opgewaardeerd tot de A-26 autovía.
Hieronder een overzicht van secties van de N-260:
| Sectie | Gedeelte                             | Opmerkingen |
| --- | ------------------------------------ | --- |
| Franse grens (bij Portbou) - Ripoll | Franse grens - Figueres              | |
| Franse grens (bij Portbou) - Ripoll | Figueres - Olot                      | - Dit gedeelte maakte deel uit van de vroegere C-260 tussen Roses en Olot (het gedeelte Roses-Figueres heet nog steeds C-260) - Het gedeelte Besalú-Olot is recentelijk opgewaardeerd to de A-26 autovía - Het gedeelte Figueres-Besalú wordt opgewaardeerd tot de A-26 autovía |
| Franse grens (bij Portbou) - Ripoll | Olot - Ripoll                        | - Dit is een oud en smal gedeelte met oneven rijbanen en is nu verouderd door de recente opwaardering van de, in de buurt liggende, C-26 weg (gedeelte Olot-Camprodon-Ripoll) en helemaal door de opening van de Collabós tunnel.                                               |
| Ripoll - Puigcerdà gedeelte: Het einde van het eerste gedeelte bij Ripoll en het begin van het tweede gedeelte bij Puigcerdà wordt verbonden door de N-152 die over de Collada de Tosas (1800m) voert. |                                      | |
| Puigcerdà - El Pont de Suert | Puigcerdà - La Seu d'Urgell          | - Volgt de bovenstroom van de Segre rivier dal |
| Puigcerdà - El Pont de Suert | La Seu d'Urgell - Sort               | - Dit heuvelachtige en smalle gedeelte gaat over de Port del Cantó (1725 m) en wordt opgewaardeerd |
| Puigcerdà - El Pont de Suert | Sort - La Pobla de Segur             | - Deel van de voormalige C-147 (andere gedeelten van deze weg zijn recentelijk hernoemd tot C-13) en volgt het Noguera Pallaresa rivier dal |
| Puigcerdà - El Pont de Suert | La Pobla de Segur - El Pont de Suert | - gaat over de Coll de Creu de Perves (1325 m) |
| Bij El Pont de Suert: Het einde van het tweede gedeelte en het begin van het derde gedeelte zijn een paar km van elkaar verwijderd maar worden verbonden door de N-230.                                |                                      | |
| El Pont de Suert - Sabiñánigo | N-230 - Castejón de Sos              | - gaat over de bergen Coll de Espina (1407 m) en Coll de Fadas (1470 m) |
| El Pont de Suert - Sabiñánigo | Castejón de Sos - Campo              | - volgt de Congosto de Ventamillo en het rivierdal van de Esera |
| El Pont de Suert - Sabiñánigo | Campo - Aínsa                        | - gaat over de berg Collado de Foradada (1020m) |
| El Pont de Suert - Sabiñánigo | Aínsa - Fiscal                       | - Recentelijk opgewaardeerd stuk |
| El Pont de Suert - Sabiñánigo | Fiscal - Broto                       | - Oude smalle oneven weg die het dal van de rivier Ara volgt |
| El Pont de Suert - Sabiñánigo | Broto - Biescas                      | - gaat over de berg Puerto de Cotefablo (1425m) |
| El Pont de Suert - Sabiñánigo | Biescas - Sabiñánigo                 | - volgt het dal van de rivier Tena |
| Bij Sabiñánigo: de weg eindigt bij de aansluiting met de N-330 |                                      | |